# Waldemar Erfurth
Waldemar Erfurth, nemški general, * 4. avgust 1879, † 2. maj 1971.